# Illustriertes Unterhaltungsblatt. Belletristische Wochenschrift für die Abonnetnen der Laibacher Zeitung
Illustriertes Unterhaltungsblatt je kot priloga k časniku Laibacher Zeitung izhajal med letoma 1911-1914. Izhajal je enkrat tedensko in vseboval razvedrilno tematiko. Tiskan je bil v Stuttgartu.